# Hermann Neisse
Pour les articles homonymes, voir Neisse.
Hermann Neisse (Hermann Neiße), né à Schleswig (royaume de Prusse) le 5 décembre 1889 et mort à Vienne (en Autriche) le 20 octobre 1932, est un footballeur international allemand qui évoluait au poste de défenseur.

## Biographie
Hermann Neisse reçoit trois sélections en équipe d'Allemagne entre 1910 et 1911. Il s'agit uniquement de matchs amicaux.
Il joue son premier match en équipe nationale le 16 octobre 1910 contre les Pays-Bas. Il joue son deuxième match le 14 avril 1911 face à l'Angleterre, et son dernier le 23 avril 1911 contre la Belgique.